# 卵かけご飯
卵かけご飯（たまごかけごはん、卵掛け御飯）は、米飯に生卵を絡めた料理、またはその食べ方であり、日本で主に朝食として広く用いられている。調味料として醤油や、めんつゆ、山葵などが使用され、専用の醤油も開発・販売されている。頭文字をとって俗にTKGとも略される。
日本は鶏卵を生のまま食べても食中毒が少ない衛生管理が行われている世界的に珍しい国であり、それを日本人の主食である飯にかけて食べる卵かけご飯は食文化として定着し、ソウルフードの一つとなっている。
近年は外国人が、日本を訪れた機会や、日本の衛生基準に基づいて輸出された生卵や温泉卵を購入できるシンガポールや香港などで味わう例も見られる。

## 歴史
古来、日本人が食する動物性食品は魚介類が中心であった。仏教の不殺生戒の影響（ただし誤解もある）と、稲の神聖視によって肉食が穢れとみなされたことの影響によって、獣肉や鳥肉の摂取は稀であった。家畜化されたニワトリ（鶏）は弥生時代にブタとともに日本列島へ伝来するが、天武天皇や聖武天皇の代にはニワトリをはじめとする殺生禁断令の詔が発せられ、ニワトリの卵も避けるべきとされた。
戦国時代から江戸時代にかけて、西洋人が来航した西日本では肉食とともに卵を食する文化が伝来し、カステラやボーロなど鶏卵を使用した南蛮菓子も伝来した。
江戸時代の中期頃、1805年（文化2年）に浅野高造が著した『素人包丁』には、卵かけご飯に似た料理が載っている。その料理は「玉子飯」と名付けられており、炊いた飯に溶いた卵をかけて、蓋をして蒸すというものである。江戸時代後期の天保9年（1838年）には鍋島藩の『御次日記』において、客人に饗応された献立のなかに「御丼 生玉子」が見られる。
近代に入った1877年頃、日本初の従軍記者として活躍し、その後も数々の先駆的な業績を残した岸田吟香（1833年 - 1905年）が卵かけご飯を食べた明確な記録が残る日本で初めての人物とされ、周囲に卵かけご飯を勧めたとされている。吟香の様子を記した1927年発行の雑誌『彗星江戸生活研究』によると、味付けは焼き塩と蕃椒（トウガラシ）であった。第二次世界大戦後の食糧難の時期は鶏卵は希少品となったものの、昭和30年以降、卵が庶民の味となってからは、味や栄養面で注目され、食卓の人気者となったという。

### 現代
2000年代以降、卵かけご飯の専用調味料の開発やそれを活用した地域おこし（後述）、専門店開業、輸出といった動きが本格化した。2005年10月30日、「第1回日本たまごかけごはんシンポジウム」が島根県雲南市で開催され、のちに10月30日は「たまごかけごはんの日」として日本記念日協会に登録された。

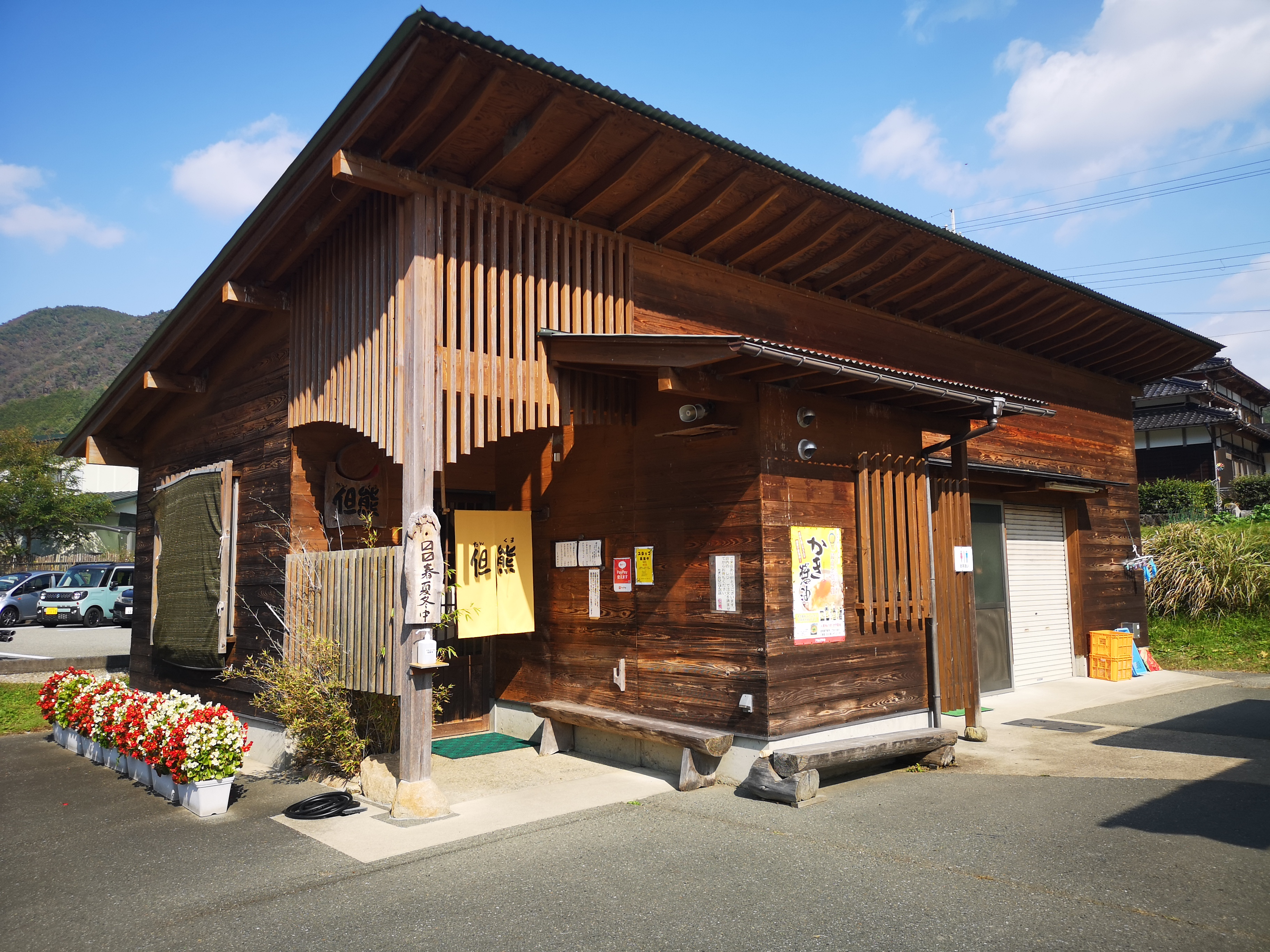
但熊

2006年3月には、兵庫県豊岡市に卵かけご飯専門店但熊が開店した。
2008年には、岡山県久米郡美咲町に卵かけご飯を中心のメニューとした定食店が開店した。美咲町は、前述のように卵かけご飯を日本で最初に食べたとされる岸田吟香の出生地でもある。
2009年10月10日には東京都の日比谷（行政地名としては有楽町一丁目）に卵かけご飯専門店が開店した。2010年5月閉店。
2000年代後半には、卵の生食習慣がない香港に向けて日本の食文化である「卵かけご飯」の市場開拓を目指す動きが出てきた。

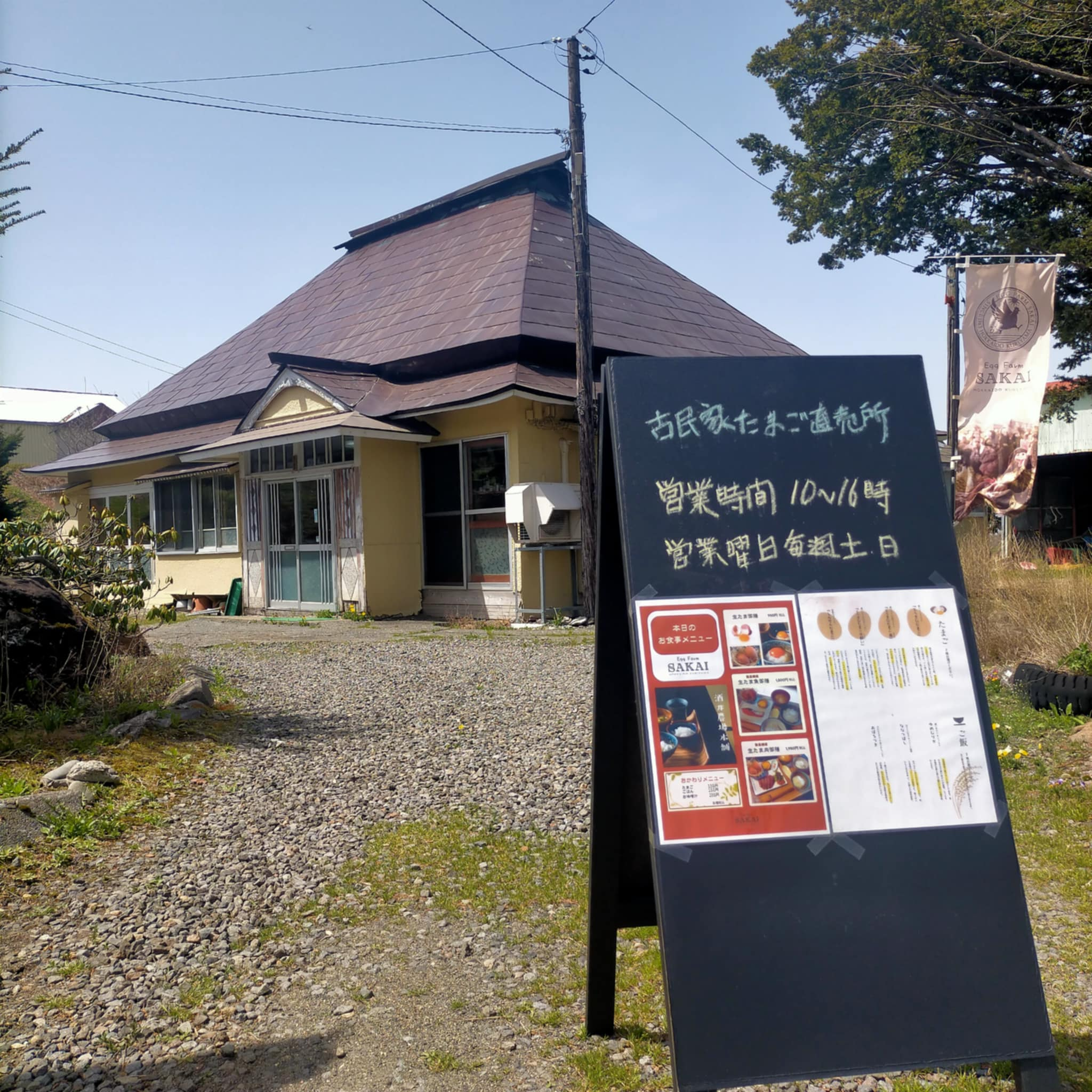
酒井農場本舗

2022年5月1日には、北海道夕張郡栗山町の養鶏場・酒井農場が直売所をオープンさせ、翌年に卵かけご飯を中心としたメニューを楽しめるイートインスペース「酒井農場本舗生たまご飯ラボ」を設置した。

## 卵の生食

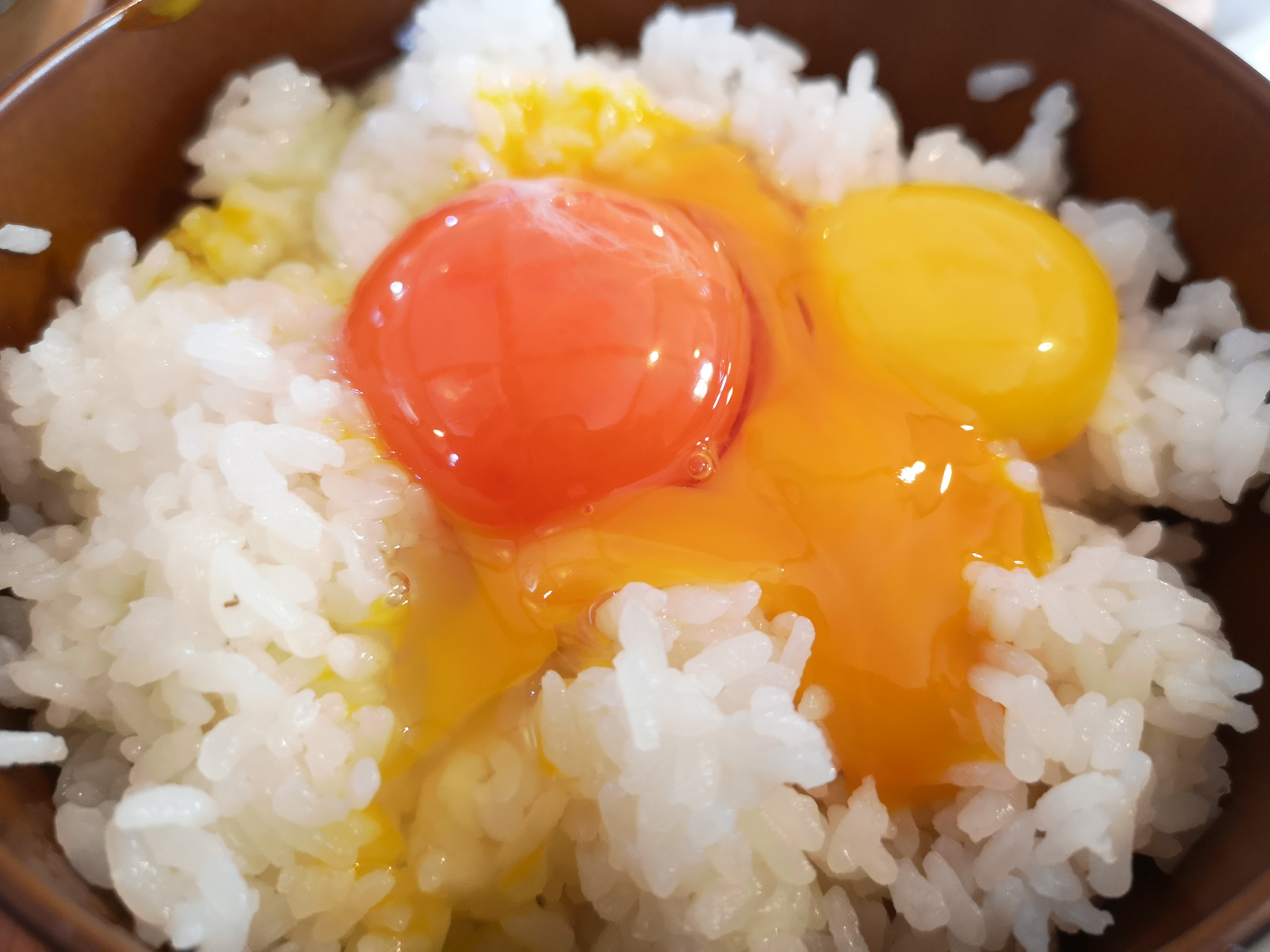
卵かけご飯の一例（4種の卵使用）

現代日本では卵は生食できる食品として扱われており、卵かけご飯以外にも生卵は牛丼や納豆ご飯、麺類などに様々な料理に添えられる。日本以外の一部の国でも、韓国のユッケおよびヨーロッパのタルタルステーキで生卵と生肉や他の具材をかき混ぜる料理、あるいは食材の一部（フランスのミルクセーキなど）として、生食されている。ほかに、薬用として卵が生食されることがある。

### 日本における卵の流通
日本の国内産の鶏卵は通常、厚生労働省の定める「衛生管理要領」に基づき食品消毒用次亜塩素酸水溶液など殺菌剤で洗浄を行うなど病原体の付着を防ぐ安全のための措置が講じられ、卵選別包装施設でパック詰めされる。日本卵業協会によると、パック後2週間（14日）程度を年間を通して賞味期限としている所が多い。
生卵は冷凍保存できないことから長期間の保存が難しい。南極観測隊では補給物資として半年振りに振舞われた生卵で卵かけご飯を作る隊員もいる。

### サルモネラ菌
元来、生卵はサルモネラ食中毒などを起こしやすく、安全に食べられる地域は日本など一部に限られている。日本国外では卵の生食で食中毒する日本人が毎年発生するが、生食を前提にしている日本では鶏卵農家などによる卵の完全洗浄といった衛生管理全般が行き届いており、サルモネラ食中毒は2000年代以降に減少傾向を示している。
サルモネラ属菌はニワトリの腸管に存在していることが多く、産卵後に糞便などから卵殻に付着する。日本では、GPセンター（Grading〈選別〉・Packing〈パック詰め〉を行う工場）での選別時に次亜塩素酸ソーダによる殺菌処理を入れることもある。生卵を食べる場合、ひび割れた卵や割れた卵、割ってから時間の経った卵を使用するのは危険である。ただし、産卵後の汚染以外にも、菌を保持している親鶏から卵巣や卵管を経由して菌が卵内に侵入するという感染経路もある。
アメリカ食品医薬品局（FDA）は食中毒を避けるための提唱として、生卵の入手の際には殻が割れていないことを確認することや、調理の際には十分に加熱することを挙げている。

### タンパク質の吸収性
タンパク質の生体利用率は生卵で51%、加熱された卵では91%であり、生卵のタンパク質の吸収率は、加熱された卵のタンパク質と比較して半分近く吸収率が低い。

### 卵白の摂取による影響
卵白には卵黄に多く含まれているコレステロールを抑制する作用があるとする研究発表がある。
一方、生卵白に含まれるアビジンにはビオチンの吸収を阻害する性質があり、生卵白を長期間にわたり継続して大量に摂取することによりビオチン欠乏症を発症する危険性があることを指摘する研究発表も出されている。

## 味付けと調理
卵かけご飯には、飯（主に米飯）と卵以外に、何かしらの味付けをして食べることが多い。醤油やポン酢など醤油系調味料、山葵や海苔など卵以外に加える具など様々である。
卵をどのような状態にするかもバリエーションがある。溶かさずに乗せて食べながら箸で溶かす食べ方のほか、事前に溶かし解してかけることもある。また卵を割って、ホイップする機械も市販されている。
卵白については、除去して卵黄のみかける食べ方と、米飯の上で割るなどして卵白も含めてかける食べ方、卵白も含めて事前に解してかける食べ方もあり、人それぞれである。

### 卵かけご飯専用醤油
卵かけご飯に合わせた調味料として、卵かけご飯専用醤油も開発されている。醤油をベースに、昆布や鰹節のうま味（出汁）を加え、卵との調和を向上させるために甘味を加えてある。2000年代以降に数十社から商品化・市販され、メーカーによっては「関東風」「関西風」など細分化されている。
- おたまはん（島根県雲南市の吉田ふるさと村が開発、2002年発売）[43]
- たまごにかけるお醤油（広島県福山市の寺岡有機醸造が開発）[44]
- 玉子かけご飯にかける醤油（熊本県熊本市の濱田醤油が開発）[45]
- ヒゲタ たまごかけご飯にどうぞ!（千葉県銚子市のヒゲタ醤油が発売）[46]
- たまごにかけるだし醤油（三重県伊賀市の伊賀越が発売）[47]
- かけたろう（三重県多気郡多気町の地主共和商会・コケコッコー共和国が発売）[48]

などが販売されている。

### 卵かけご飯専用調味材
卵かけご飯に合うように、または独自の風味を出すように調合された調味材も存在している。
- 卵かけご飯専用ふりかけ[49][50]
- おうちで 牛丼風 たまごかけご飯（ブルドックソース）[51][52]

## 関連イベント
- 日本たまごかけごはんシンポジウム
  - 島根県雲南市において卵かけご飯の魅力を語り合うシンポジウム。第1回は2005年10月28日・29日・30日に開かれた。これは卵かけ専用の醤油「おたまはん」を同市の第三セクター「吉田ふるさと村」が開発したことに起因するものである。
  - シンポジウムの内容は歴史や魅力について語り合うもので、卵かけご飯にまつわる思い出や料理法が募集された。
  - 「たまごかけごはんの日」が10月30日に制定され、日本記念日協会にも認定された。
  - その後も毎年開催されており、2018年10月29日には「《第14回》日本たまごかけごはんシンポジウム」が開催された。
- アスパムたまごかけご飯フェア（2009年4月25日 - 5月6日、9月19日 - 23日）
  - 青森県観光物産館アスパムを会場として、第1回が2009年4月25日 - 5月6日に、第2回が同年9月19日 - 23日に開催された。
- ギネス世界記録 町おこしニッポン
  - 北海道比布町で2024年8月4日に、北海道開拓130年記念、および比布の活性化を目的として、卵かけご飯で比布の名を世界に広めるために、比布町立中央学校9年生（中学3年）の提案をもとに開催された[53]。比布町内の上川農業試験場で開発されたブランド米「ゆめぴりか」、比布町内の大熊養鶏場のブランド卵「かっぱの健卵」、地元産小ねぎが入った「ぴっぷ小ねぎ醤油」の3つの特産品にちなんで[53]、ギネス世界記録「同時に卵かけご飯を作った最多人数」に挑戦したもの[54]。「250人以上が手助けなしに5分以内で卵かけご飯作りに成功する」との条件のもと、比布町体育館に集った比布町民らが挑戦し、325人が卵かけご飯作りに成功したことで、世界記録として認定された[53][55]。

## 関連資料・作品
- 司馬遼太郎の小説『翔ぶが如く』には、西郷隆盛が卵かけご飯を好み、明治維新以降、夕食事にしばしば食したという旨の記述があるが、史実では無く司馬の創作と推測される。
- 池波正太郎のエッセイには、1701年に起きた赤穂事件で知られる大石内蔵助を始めとした赤穂浪士達が、堀部安兵衛、弥兵衛父子の家で、鴨肉と葱入りの卵かけご飯を食べたと記載されているが、史実かどうかは不明[56]。
- 『365日たまごかけごはんの本』（著・編集: T.K.G.プロジェクト、読売連合広告社、2007年）では365種類の卵かけご飯を紹介している。その中で「T.K.G.」をたまごかけごはんの呼称（「醤油T.K.G.」や「チーズサンシャインT.K.G.」など）として使用している。T.K.G.とはもともと著者の一人である森田明雄が、編集作業の簡素化のために生み出した言葉で、この本ではごはんに生卵をかけた一般的なたまごかけごはんではなく、本文で掲げられている「おきて」に則った自分オリジナルの創作たまごかけごはんのことを「T.K.G.」と呼んでいる[57]。
- 携帯電話のゲームにも登場している。Mobageで提供されていた『ビストロワールド』は、世界の料理を調理して提供するソーシャルゲームであるが、2011年12月にイベント料理として「TKG」が登場している。
- アイドルグループ「生ハムと焼うどん」に『たまごかけごはん』という楽曲がある[58]。「TKG」も歌詞の中に登場している。
- 2017年10月にタカラトミーアーツより『究極のTKG』というクッキングトイが発売された。トイの中で卵を割ると黄身と白身が分離され、白身をメレンゲ状に攪拌する機能がついてる[59]。